# Dolmen de Peyrelevade (Gorges du Tarn Causses)
Pour les articles homonymes, voir Dolmen de Peyrelevade.
Le dolmen de Peyrelevade, appelé aussi grand dolmen de Peyrelevade, est un dolmen situé sur le territoire de la commune de Gorges du Tarn Causses, dans le département de la Lozère en France.

## Description
Le dolmen a été édifié au centre d'un grand espace dégagé au pied du mont Roubio. Le dolmen est célèbre en raison de sa grande table de couverture (3,60 m de long sur 2,10 m de large et 0,400 m d'épaisseur) taillée en forme de rectangle presque parfait.